# Cap de la Fesa
El Cap de la Fesa és una muntanya de 2.382 metres que es troba entre els municipis d'Alàs i Cerc i de la Vansa i Fórnols, a la comarca de l'Alt Urgell.